# 루프트한자 카고의 운항 노선
아래는 루프트한자 카고의 취항지 목록이다 (2015년 9월 현재)

## 운항 노선

### 아시아

#### 동아시아
- 대한민국
  - 서울 - 인천국제공항
- 중화인민공화국
  - 베이징 - 베이징 서우두 국제공항
  - 광저우 - 광저우 바이윈 국제공항
  - 난징 - 난징 루커우 국제공항
  - 상하이 - 상하이 푸둥 국제공항
  - 선양 - 선양 타오셴 국제공항
  - 선전 - 선전 바오안 국제공항
  - 청두 - 청두 솽류 국제공항
  - 충칭 - 충칭 장베이 국제공항
- 홍콩
  - 홍콩 - 홍콩 첵랍콕 국제공항
- 일본
  - 도쿄 - 나리타 국제공항
  - 오사카 - 간사이 국제공항

#### 동남아시아
- 인도네시아
  - 자카르타 - 수카르노 하타 국제공항
- 태국
  - 방콕 - 수완나품 국제공항

#### 남아시아
- 방글라데시
  - 다카 - 샤잘랄 국제공항
- 인도
  - 델리 - 인디라 간디 국제공항
  - 뭄바이 - 차트라파티 시바지 국제공항
  - 벵갈루루 - 벵갈루루 국제공항
  - 첸나이 - 첸나이 국제공항
  - 콜카타 - 네타지 수바스 찬드라 보스 국제공항
  - 하이데라바드 - 라지브 간디 국제공항 아시아 허브

#### 서남아시아
- 바레인
  - 마나마 - 바레인 국제공항
- 사우디아라비아
  - 리야드 - 킹 칼리드 국제공항
  - 제다 - 킹 압둘아지즈 국제공항
- 아랍에미리트
  - 샤르자 - 샤르자 국제공항 중동 및 아프리카 허브
- 이란
  - 테헤란 - 테헤란 이맘 호메이니 국제공항
- 이스라엘
  - 텔아비브 - 벤구리온 국제공항

#### 중앙아시아
- 카자흐스탄
  - 알마티 - 알마티 국제공항
- 투르크메니스탄
  - 아시가바트 - 아시가바트 공항

### 아프리카

#### 서아프리카
- 세네갈
  - 다카르 - 레오폴 세다르 상고르 국제공항

#### 남아프리카
- 남아프리카 공화국
  - 요하네스버그 - OR 탐보 국제공항

#### 동아프리카
- 케냐
  - 나이로비 - 조모 케냐타 국제공항

### 유럽

#### 서유럽
- 영국
  - 런던 - 런던 스탠스테드 공항
  - 맨체스터 - 맨체스터 공항
- 독일
  - 프랑크푸르트 - 프랑크푸르트 국제공항 메인 허브
- 네덜란드
  - 암스테르담 - 암스테르담 스키폴 국제공항

#### 남유럽
- 그리스
  - 아테네 - 아테네 국제공항

#### 동유럽
- 러시아
  - 모스크바 - 셰레메티예보 국제공항
  - 노보시비르스크 - 톨마쵸보 국제공항 극동 허브

#### 북유럽
- 노르웨이
  - 스타방게르 - 스타방게르 공항
- 덴마크
  - 코펜하겐 - 코펜하겐 공항[2]
- 핀란드
  - 헬싱키 - 헬싱키 반타 국제공항[2]

### 아메리카

#### 북아메리카
- 미국
  - 뉴욕 - 존 F. 케네디 국제공항
  - 댈러스 - 댈러스 포트워스 국제공항
  - 덴버 - 덴버 국제공항
  - 디트로이트 - 디트로이트 메트로폴리탄 웨인 카운티 국제공항
  - 로스앤젤레스 - 로스앤젤레스 국제공항
  - 보스턴 - 보스턴 로건 국제공항
  - 시카고 - 시카고 오헤어 국제공항
  - 애틀란타 - 하츠필드 잭슨 애틀랜타 국제공항
- 캐나다
  - 토론토 - 토론토 피어슨 국제공항
- 멕시코
  - 멕시코시티 - 멕시코시티 국제공항
  - 과달라하라 - 미겔 이달고 이 코스티야 국제공항

#### 남아메리카
- 브라질
  - 나타우 - 나타우 국제공항
  - 리우데자네이루 - 리우데자네이루 갈레앙 국제공항
  - 마나우스 - 에두아르두 고메스 국제공항
  - 캄피나스 - 비라코푸스 캄피나스 국제공항
  - 쿠리치바 - 아폰수 페나 국제공항
- 아르헨티나
  - 부에노스아이레스 - 미니스토로 피스타리니 국제공항
- 에콰도르
  - 키토 - 마리스칼 수크레 국제공항
- 우루과이
  - 몬테비데오 - 카라스코 국제공항
- 콜롬비아
  - 보고타 - 엘도라도 국제공항

#### 카리브해
- 푸에르토리코
  - 아구아디아 - 라파엘 헤르난데스 국제공항